# Mario Roncoroni
Mario Roncoroni va ser un actor de cinema i director italià actiu durant l'era del silenci. A finals de la dècada de 1920 va treballar al indústria cinematogràfica espanyola..

## Filmografia

### Director
- Filibus (1915)
- Il medico delle pazze (1919)
- Saetta più forte di Sherlock Holmes (1921)
- La nave (1921)
- Nostradamus (1925)
- Rosa de Levante (1926)